# 1987 en mathématiques
| Années des mathématiques : 1984 - 1985 - 1986 - 1987 - 1988 - 1989 - 1990    |
| Décennies des mathématiques : 1950 - 1960 - 1970 - 1980 - 1990 - 2000 - 2010 |

Cet article présente les faits marquants de l'année 1987 en mathématiques.

## Naissances
- 25 février : Yaiza Canzani, mathématicienne espagnole et uruguayenne.
- 9 juin : James Maynard, mathématicien britannique.
- 13 juin : Jack Thorne, mathématicien britannique.

## Décès
- 7 février : Adriaan van Wijngaarden (né en 1916), mathématicien et informaticien néerlandais.
- 15 février : John R. Myhill (né en 1923), mathématicien britannique.
- 13 mars : Peter Henrici (né en 1923), mathématicien américain.
- 19 mars : Louis de Broglie (né en 1892), mathématicien et physicien français,  prix Nobel de physique en 1929.
- 19 avril : François Châtelet (né en 1912), mathématicien français.
- 24 avril : Ingebrigt Johansson (né en 1904), mathématicien norvégien.
- 25 juin : Tony Skyrme (né en 1922), mathématicien et physicien théorique britannique.
- 23 juillet : Boris Chabat (né en 1917), mathématicien russe-soviétique.
- 27 juillet : Jan Mikusiński (né en 1913), mathématicien polonais.
- 1er août : Evelyn Nelson (née en 1943), mathématicienne canadienne.
- 3 août : Marcel Brelot (né en 1903), mathématicien français.
- 8 août : Danilo Blanuša (né en 1903), mathématicien, physicien, ingénieur croate.
- 10 septembre : Daniel Dugué (né en 1912), mathématicien probabiliste et statisticien français.
- 15 septembre : Michel Lazard (né en 1924), mathématicien français.
- 20 octobre : Andrey Nikolaevich Kolmogorov (né en 1903), mathématicien russe.
- 25 octobre : Louis Guttman (né en 1916), mathématicien, statisticien et chercheur en évaluation sociale et psychologique israélien.
- 14 novembre : Subodh Kumar Chakrabarty (né en 1909), mathématicien indien.
- 22 décembre : André Combes (né en 1905), mathématicien français.
- 31 décembre : Henry Görtler (né en 1909), mathématicien allemand.